# Верхневольск
Верхневольск — населённый пункт (тип: разъезд) в Бабаевском районе Вологодской области, посёлок при железнодорожной станции Верхневольский Октябрьской железной дороги (линия Санкт-Петербург — Вологда). Входит в состав Тороповского сельского поселения, с точки зрения административно-территориального деления — в Тороповский сельсовет.

## География
Расстояние по автодороге до районного центра Бабаево — 40 км, до центра муниципального образования деревни Торопово — 14 км. Ближайшие населённые пункты — посёлок Верхневольский, деревни Лебедево, Новинка.

## История
Посёлок появился при строительстве железной дороги. В селении жили семьи тех, кто обслуживал инфраструктуру разъезда. 

## Население
| 2010 |
| ---- |
| 27   |

По переписи 2002 года население — 29 человек (15 мужчин, 14 женщин). Всё население — русские.

## Инфраструктура
Путевое хозяйство. Действует железнодорожная станция Верхневольский. 

## Транспорт
Автомобильный и железнодорожный транспорт.
Подходит автодорога межмуниципального значения «Смородинка — Верхневольск» (идентификационный номер 19-205 ОП МЗ 19Н-033) протяженностью 10, 756 км (Постановление Правительства Вологодской области от 14.01.2013 N 13 «Об автомобильных дорогах общего пользования регионального или межмуниципального значения, находящихся на территории Вологодской области»).